# Princesse Izumi
La princesse Izumi (泉皇女, Izumi no himemiko), décédée le 17 mars 734, est une fille de l'empereur Tenji et de dame Shikobuko dont le père est Oshimi no Miyakko Otatsu. Elle a un frère ainé, le prince Kawashima et une sœur ainée, la princesse Ōe.
Bien que sa sœur, la princess Ōe, et d'autres demi-sœurs sont mariées à l'empereur Tenmu ou ses fils, Izumi ne se marie pas parce qu'elle est trop jeune. Quand elle atteint l'âge convenable pour le mariage, elle ne peut pas se marier, car il n'y a pas d'hommes appropriés parmi les fils de l'empereur Temmu.
En plus de cette condition, son frère le prince Kawashima trahit le prince Ōtsu et ses partisans et ils sont tous punis. À cause de cela, le prince Kawashima et ses parents deviennent les cibles de la critique. Après que le prince Kawashima et la princesse Ōe meurent quelques années plus tard, elle est complètement isolée.
Elle est choisie par divination pour être saio en 701 lorsqu'elle a une trentaine années parce que la  saio de cette année, la princesse Taki, est soudainement destituée. En principe, une saio nouvellement sélectionnée est censée faire sa préparation en restant dans la maison de l'abstinence près de la capitale pendant deux ans avant d'aller à Ise. Cependant, elle reste dans la maison de l'abstinence pendant plus de cinq ans de 701 à 706. En outre, elle ne reste au village de Saikū à Ise seulement un an et demi et doit se retirer de son poste. Ce cas sans précédent peut s'expliquer en raison de certaines intentions politiques.
Elle est âgée de près de 40 ans quand elle revient dans la capitale. Elle ne peut se marier car elle et devenue trop vieille et vit une vie célibataire jusqu'à sa mort en 734, dans la soixantaine.

## Source de la traduction
- (en) Cet article est partiellement ou en totalité issu de l’article de Wikipédia en anglais intitulé « Princess Izumi » (voir la liste des auteurs).